# 세일고등학교
세일고등학교(世一高等學校)는 대한민국 인천광역시 부평구 산곡동에 위치한 사립 고등학교이다. 현재 교장은 2025년 3월 1일에 취임하신 경천수 선생님이다. 초대 교장인 이병희 선생님은 1983년 교장에 취임한 이후 2017년 2월 28일까지 34년간 학교를 운영하였으며 2017년 3월 1일에 아들인 이재빈 선생님이 학교 교장 자리에 올라간 이후에는 세일고등학교의 학교법인 명성학원의 이사장으로 활동하고 있다.

## 학교 연혁
- 1982년 10월 26일: 세일고등학교 18학급 설립인가, 설립자 이병희
- 1983년 3월 1일: 세일고등학교 개교, 초대 이병희 교장 취임
- 1985년 11월 29일: 보통교실 및 특별교실 17실 증축 준공
- 1986년 2월 14일: 제1회 308명 졸업
- 1989년 4월 1일: 도서실(수경관) 400석 개실 준공
- 1990년 9월 10일: 시청각실 및 특별교실 5실 증축 준공
- 2000년 10월 12일: 학생식당 및 조리실 증축 준공
- 2005년 5월 6일: 다목적강당 1,983.25m2 증축 준공
- 2009년 2월 13일: 제24회 388명 졸업 (누계 11,107명) 조기졸업 1명 포교 동문
- 2017년 3월 1일: 제2대 교장 이재빈 선생님이 취임
- 2018년 3월 2일: 신입생 217명 입학
- 2025년 3월 1일: 제3대 교장 경천수 선생님이 취임

## 학교 상징
- 교화:들국화
- 교목:소나무
- 교가: 초대 교장 이병희 선생님께서 작사,박채규께서 작곡.[2]

## 논란
대표적 논란으로는 노태우 정부의 전교조 불법화 정책에 적극 협조하여 전교조를 탄압하였다는 논란과, 학생들의 학생회 활동을 방해하는 학교의 조치에 비판적인 전 학생회장을 수능시험 전날에 퇴학시키거나 체육 교사가 학생이 실신할때까지 폭행.을 가하는 사건 있었다. 또한 자금 부족을 이유로 2022년말이 되어서야 학교에 있는 석면을 제거하는 작업을 하였으나 교장은 80살을 넘어 정년을 넘긴 나이에도 수년간 수억원의 인권비를 받는등 여러 논란이 있다.
1989년 7월 11일에 전국교직원노동조합 소속의 교사들의 참교육 운동과 노동조합 활동을 학교 차원에서 탄압하였다. 이에 항의하여 노동조합원들은 단식농성을 벌이다 해산하였다.몇몇 교사들은 전교조에 가입했다는 이유만으로 부당하게 해직되었다.이에 대하여 세일고 학생들은 전교생이 참여한 가운데  8월 29일 해직 교사의 복직등을 주장하며 수업거부와 시위를 3일간 지속하였다.
1989년 10월 28일에는 세일고 학생 3명이 참교육 뱃지를 달고 있었다는 이유로 경찰에 연행되어 조사를 받았고 그 과정에서 경찰측으로부터 폭행을 당하였다.
1990년 5월 2일에 명신여고의 학생 징계철회 시위에서 경찰이 폭력을 휘부르며 해산시키자 세일고생들이 항의 차원으로 학교앞 인도에서 명신여고생과 합동 (합동대모)를 벌였다.
1991년 9월 29일에 교사의 지나친 매질에 항의하는 의미로 세일고 학생 1천명이 수업거부를 하였다. 학생들의 농성은 27일부터 시작되었다.폭력행위로는 9월 19일 체육교사인 유모씨가 교직원 화장실에서 세면을 했다는 이유로 학생회 홍보부장을 주먹으로 구타하여 왼쪽 고막을 터트렸다 또한 26일에는 권아무게가 말을 듣지 않는다며 때려 실신시키는등 여러 폭력 행위가 발생하였다. 결국 학생을 폭행한 체육교사는 직위해제 당하였다. 다만 폭행에 가담한 교사는 총 2명으로 국어교사 박XX 윤리교사 서XX등이 포함되어 있는것으로 나타났다. 학생들은 '폭력교사 퇴진'구호를 외치며 이들 모두의 직위해제를 요구하며 시위를 벌였지만 체육 교사만 직위해제 되었다.
1991년 12월 29일에 학교측의 일방적인 교칙 규정을 통하여 학생회장 입후보 자격을 제한한것에 대해 반발하여 시위를 한 학생회 부회장을 퇴학시켰다. 교칙은 학생대의원 3분의 2 이상의 동의를 얻어야 변경이 가능한데 학교측에서 일방적으로 변경하였다. 원래는 누구나 입후보 가능했지만 성적 상위 20%이상과 교사 추천을 받아야만 하도록 변경하였다, 이에 반발한 학생회 부회장은 27일 점심시간에 교칙 원상복구등의 메시지를 담은 유인물을 종이비행기로 만들어 날렸다.
1993년 7월 21일 학교에서 학생회장을 전교조 주체 행사에 참가했다는 이유로 징계한 것에 대하여 학생들이 반발하자 방학을 앞당겨 학생들의 반발을 무력화하고자 했다.
1993년 11월 17일월에 11월에 치러진 학생회장 선거에서 학교에 비판적인 2명의 학생의 출마를 금지하고 학교측에서 8일에 일방적으로 학생회장을 임명하여 논란이 되었다. 이에 대하여 교내에서는 부당하다며 시위가 발생하였다. 발생한 시위에 대하여 학교측은 시위를 주도한 전 학생회장등 2명을 수능 시험 전달에 퇴학시켰다. 학교측은 학생들의 시위로 학교가 혼란해져서 3일이나 휴업을 하게 되었다며 "선의의 학생에게 피해가 가지않도록" 이번 조치를 내렸다고 주장하였다.이에 대하여 학생들은 시위를 벌였고 일부 교사들 또한 "비교육적인 처사"라며 비판하였다.
당시 한겨례신문의 보도에 따르면 학생회장 선거에 출마하려면
- 학교 규칙을 잘 따르겠다는 서약서 작성
- 성적 상위 20% 이상
- 담임교사의 추천

등 위 3가지 조건을  모두 만족해야만 학생회장에 출마할수 있도록 하여 학교에 비판적인 후보의 출마를 원천봉쇄하고자 하였는데 이에 대하여 학생들이 이의를 제기한 것이었다.
1994년 3월 18일에는 교육부에서 선정한 52곳의 특별감사 대상 학교 목록에 올라가 특감을 받게 되었다. 교육부는 특감 학교 선정은 성적과 관련된 비리 의혹이 있거나 고발,진정들 민원 서류가 많이 제출된 학교를 대상으로 하는것이라고 설명하였다.
2008년 2월 17일에 세일고 컴퓨터실에서 전교조 교사들이 해동학원에서 교내 인사위원회도 거치지 않고 교사 18명에 대하여 전보발령을 하자 비민주적이라며 “학원쪽의 부당인사를 철회하라”며 시위를 벌였다. 해당 교사들으이 사건에 관련하여 전교조 대선시지부는 대성중학교 행정실장의 공금횡령 사건을 언급하며 원인으로 "학교 내 인사 및 재정과 관련된 중요 요직을 법인 친인척이 장악하여 족벌체제로 경영하고 있기 때문"이라고 주장하였다. 또한 그 주장과 함께 "해동학원(새일고. 신탄진중)에는 무려 11명의 친인척이 학교내 중요 요직을 독차지하고 있다"는 내용을 폭로하였다.
2014년에는 학교 설립자인 이병희 교장이 60세 까지인 정년을 넘긴 이후로 80세를가 넘는 나이까지 지속적으로 수년간 수억원에 다하는 인건비를 지급받아 특혜라는 의혹이 제기 되었다. 결국 인천시교육청은 인권비 지급을 중단하였다.그러나 장애인 승강기 설치와 1급 발암물질인 석면의 제거는 예산 부족을 이유로 2022년 말이 되서야  진행되게 되었다.이는 인천의 학교중에 상당히 늦은 대처에 속한다.
2019년에는 세일고가 법적으로 사립학교가 분담하도록 명시되어 있는 사립학교 분담금 8억1932만원 중 0.8%인 639만원만 분담한 것으로 알려졌다. 이에 대하여 박찬대 의원은 '일부 사립학교 재단이 기본적으로 납부해야 할 법정부담금조차 납부하지 않음에 따라 가뜩이나 부족한 인천교육예산이 쪼들리고 있다.'며 사립학교 분담금을 내지 않은 사립학교들을 비판하였다.

## 참고 자료
- 세일고등학교 - 한국교육학술정보원 학교알리미